# 꼭짓점 도형

삼각기둥의 꼭짓점 도형은 이등변삼각형이다. 정삼각형 면은 짧은 변을 만들고 두 정사각형 면은 긴 변을 만든다. 이 꼭짓점 도형의 간단한 표기는 3.4.4이다

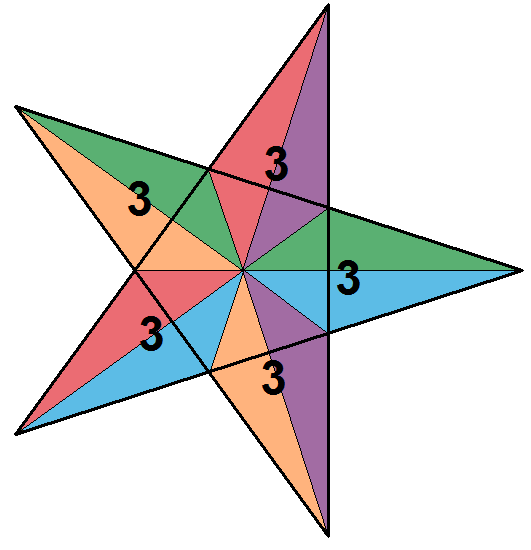
큰 이십면체의 꼭짓점 도형은 정오각성 또는 별 다각형 ⅖이다.

기하학에서 꼭짓점 도형은 다면체나 다포체의 귀퉁이를 잘라냈을 때 나타나는 도형이다. 이는 꼭짓점 배치에서 각 꼭짓점에 모인 면의 수를 다각형으로 환산하면 알 수 있다. 꼭짓점 배치란 각 꼭짓점에 모인 정다각형 면들을 차례대로 나타낸 것이기 때문이다. 따라서 그의 쌍대는 정다면체가 아닌 경우 면이 꼭짓점 배치에 있는 면의 수만큼인 것 중에서도 비(非) 정다각형이고, 준정다면체일 경우에는 해당 다면체의 쌍대는 면이 등변다각형이다. 그 이유는 준정다면체의 꼭짓점이 직사각형이기 때문에 준정다면체의 쌍대는 면이 마름모이가 때문이다. 따라서 (준)정다면체를 깎으면 깎인 단면은 한 꼭짓점에 모인 면의 수만큼의 변과 각을 가진 정다각형이 나오고, 다른 면들을 자신의 변과 꼭짓점의 두 배인 정다각형이 각 꼭짓점에 2개씩 나온다.

## 정의 – 주제와 변형
다면체의 한 꼭짓점을 보라. 그 점에서 모서리로 연결된 점들을 표시하라. 연결된 면을 통해서 인접한 점을 연결하는 선을 그려라. 이제, 이 선들은 완전한 회로를 이룬다, 다시말해, 꼭짓점 주변에서 다각형을 이룬다. 이 다각형이 꼭짓점 도형이다.
더 정확한 수식적 정의는 상황에 따라서 꽤 넓게 바꿀 수 있다. 예를 들어 콕서터(e.g. 1948, 1954)는 정의를 논의의 현재 영역에 정의했다. 다음 대부분의 꼭짓점 도형의 정의는 무한 타일링, 또는 다포체 면의 공간 테셀레이션에도 동등하게 정의 될 수 있다.

### 평평한 단면
다면체의 귀퉁이를 모든 연결된 점을 통과하도록 자르면 그 단면이 꼭짓점 도형이다. 다른 사람은 다른 지점에서 자른다. 웨닝거(2003)는 콕서터(1948)가 한 것처럼 꼭짓점에서 단위 길이만큼 떨어진 지점에서 잘랐다. 고른 다면체의 경우, 도르만 루크 구성은 각 연결된 모서리의 중점에서 자른다. 다른 사람은 모서리의 반대쪽 끝에 있는 꼭짓점에서 잘랐다.
균일하지 않은 다면체일 경우, 이 접근은 꼭짓점 도형이 한 평면에 있지 않을 수 있다. 임의의 볼록 다면체에서 유효한 더 일반적인 접근은 주어진 꼭짓점을 다른 꼭짓점과 구분하는 면으로 자르는 것이나, 이 방법은 임의적이다. 이 방법은 연결된 꼭짓점의 집합(아래 참조)과 유사하지만 정확한 기하는 아닌 꼭짓점 도형의 조합적 구조를 결정한다. 이것은 모든 차원의 볼록 다포체로 일반화 될 수 있다.

### 구면 다각형
크롬웰(1999)은 꼭짓점을 중심으로 구면으로 절단한다. 따라서 잘린 평면 또는 꼭짓점 도형은 이 구에 표시된 구면다각형이 된다.

### 연결된 꼭짓점의 집합
많은 조합적이고 계산적인 접근(e.g. Skilling, 1975)은 꼭짓점 도형을 순서가 있는(또는 부분적으로 순서가 있는) 주어진 점에 (모서리를 따라 연결되어서) 이웃한 점들의 집합으로 다룬다.

### 추상 정의
추상다포체 이론에서, 주어진 점V에서의 꼭짓점 도형은 그 꼭짓점과 관련된 원소로 구성된다; 모서리, 면, 등.더 공식적으로는 (n−1)-구역의 Fn/V이고, 이 때 Fn 은 가장 큰 면이다.
이 집합의 원소는 다르게는 꼭짓점 별로 알려져 있다.

## 일반적인 속성
n-다포체의 꼭짓점 도형은 (n−1)-다포체이다. 예를 들어, 다면체의 꼭짓점은 다각형이고, 4차원 다포체의 꼭짓점 도형은 다면체이다.
이 이웃하는 꼭짓점들의 연결성으로 고려하면, 꼭짓점 도형인 (n−1)-다포체는 다포체의 각 꼭짓점을 위해 만들어질 수 있다:
- 꼭짓점 도형의 각 꼭짓점은 원래의 다포체의 꼭짓점과 일치한다.
- 꼭짓점 도형의 각 모서리는 원래의 다포체의 면에 또는 내부에 원래 면의 두 꼭짓점을 연결하면서 존재한다.
- 꼭짓점 도형의 각 면은 원래의 (n > 3일 때) n-다포체의 입체에 또는 안에 존재한다.
- ... 그리고 고차원 다포체의 고차원 원소에 대해서도 마찬가지이다.

꼭짓점 도형은 한 꼭짓점 도형으로 전체 다포체를 해석 할 수 있기 때문에 고른 다포체에서 가장 유용하다.
다면체에서, 꼭짓점 도형은 꼭짓점 주변의 면을 수열로 나열하는 꼭짓점 배치 표기로 표현할 수 있다. 예를 들어 3.4.4.4는 삼각형 하나와 사각형 세 개가 있는 꼭짓점이고 이것은 마름모육팔면체를 나타낸다.
다포체가 점추이일 경우는 꼭짓점 도형은 n차원의 초평면에 존재한다. 일반적으로 꼭짓점 도형은 평면형일 필요는 없다.
볼록하지 않은 다면체에서, 꼭짓점 도형 역시 볼록하지 않을 수 있다. 예를 들어, 고른 다포체는 면이나 꼭짓점 도형으로 별 다각형을 가질 수 있다.

## 도르만 루크 구성
고른 다면체에서, 쌍대다면체의 면은 "도르만 루크"구성을 사용해서 원래의 다면체의 꼭짓점 도형으로 찾을 수 있다.

## 정다포체
다포체가 정다포체라면, 슐레플리 기호로 나타낼 수 있고, 면과 꼭짓점 도형은 이 표기에서 추출할 수 있다. 또한 이는 정다포체 뿐만이 아니라, (n-1)-유클리디안 정규 허니콤 n-무한다포체나 n-하이퍼볼릭 허니콤에 대해서도 마찬가지로 적용이 된다. 참고로, (n-1)차원에서의 유클리디안 정규 허니콤은 n차원에서의 무한다포체라고 생각할 수 있으며, 하이퍼볼릭은 유클리드 기하학에서 정상적으로 만들 수 없는 도형으로, 한 모서리에서 만나는 이포각의 총합이 360°를 초과하며, n-1차원 면이나 꼭짓점 도형의 종류에 따라 콤팩트 하이퍼볼릭 허니콤, 파라콤팩트 허니콤, 논콤팩트 허니콤 이렇게 세 가지로 나눌 수 있다. 이들에 대해서 자세한 내용은 벌집 (기하학) 문서로 가면 볼 수 있다.
일반적으로 슐레플리 기호 {a,b,c,...,y,z}인 정다포체는 {a,b,c,...,y}를 면으로 가지고, 꼭짓점 도형으로 {b,c,...,y,z}를 가진다.
1. 정다면체, 정규 타일링, 하이퍼볼릭 타일링 {p,q}에 대해서, 꼭짓점 도형은 {q}로 q각형이다.
  - 예) 정육면체 {4,3}의 꼭짓점 도형은 삼각형 {3}이다.
2. 4차원 정다포체, 3차원 정규 입체 테셀레이션, 3차원 하이퍼볼릭 벌집 {p,q,r}에 대해서, 꼭짓점 도형은 {q,r}이다.
  - 예) 초입방체 {4,3,3}의 꼭짓점 도형은 정사면체 {3,3}이다.
  - 또한 정육면체 벌집 {4,3,4}의 꼭짓점 도형은 정팔면체 {3,4}이다.

정다포체의 쌍대는 여전히 정다포체이고 슐레플리 기호는 반대로 나타나기 때문에 꼭짓점 도형의 쌍대가 쌍대 다포체의 면이라는 것을 쉽게 알 수 있다. 정다면체에서 이것은 도르만 루크 구성의 특별한 경우이다.

## 벌집의 꼭짓점 도형의 예

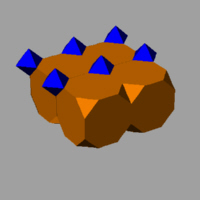
깎은 정육면체 벌집(부분).

깎은 정육면체 벌집의 꼭짓점 도형은 고르지 않은 사각뿔이다. 입체 테셀레이션의 각 꼭짓점 마다 하나의 정팔면체와 네 깎은 정육면체가 만난다.
| 꼭짓점 도형: 고르지 않은 사각뿔         | 슈미겔 다이어그램 | 원근 투영 |
| 정팔면체에서 만든 정사각형이다          | (3.3.3.3)         |           |
| 깎은 정육면체에서의 네 이등변삼각형이다 | (3.8.8)           |           |

## 모서리 도형

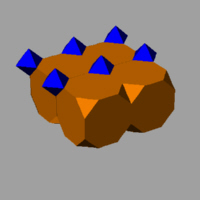
깎은 정육면체 벌집은 두 종류의 모서리를 가지고 있다; 깎은 정육면체가 네 개 있는 것과, 정팔면체 하나와 깎은 정육면체 두 개가 있는 것이다. 이것들은 두 종류의 모서리 도형으로 볼 수 있다. 이것들은 꼭짓점 도형의 꼭짓점으로 볼 수 있다.

꼭짓점 도형과 관련된 모서리 도형은 꼭짓점 도형의 꼭짓점 도형이다. 모서리 도형은 정다포체와 고른 다포체 안의 원소 사이의 관계를 나타낼 때 유용하다.
모서리 도형은 주어진 모서리 주변의 면의 배열을 나타내는 (n−2)-다포체이다. 단일고리의 콕서터 다이어그램을 가지는 고른 정다포체는 한 가지의 모서리 종류를 가진다. 일반적으로 고른 다포체는 각 활성된 거울이 기본 영역에서 한 모서리를 만들기 때문에, 생성할 때에 활성된 거울의 수만큼 모서리의 종류가 나올 수 있다.
n-정다포체와 n-정규 허니콤, n-하이퍼볼릭 허니콤은 여전히 다포체인 하나의 모서리 도형을 가진다. 정다포체 {p,q,r,s,...,z}에서, 모서리 도형은 {r,s,...,z}이다.
4차원에서 4차원 다포체나 삼차원 벌집의 모서리 도형은 모서리 주변의 면들의 배열을 나타내는 다각형이다.F 예를 들어, 정육면체 벌집 {4,3,4}의 모서리 도형은 정사각형이고, 4차원 정다포체 및 3차원 하이퍼볼릭 허니콤 {p,q,r}에 대해서는 다각형 {r}이다.
깎은 정육면체 벌집 t0,1{4,3,4}은 꼭짓점 도형으로 깎은 정육면체와 정팔면체를 면으로 하는 사각뿔을 가진다. 이 때, 두 종류의 모서리 도형이 있다. 하나는 정사각형 모서리 도형이 사각뿔의 꼭대기에 있다. T이것은 모서리 주변에 깎은 정육면체 네 개가 있음을 나타낸다. 다른 네 모서리도형은 사각뿔 밑면의 꼭짓점에 있는  이등변삼각형이다. 이것들은 두 깎은 정육면체와 정팔면체 하나가 모서리 주변에 있다는 것을 나타낸다.

## 같이 보기
- 꼭짓점 배치
- 정다포체의 목록

## 참조 목록

### 참고서적
- H. S. M. Coxeter, Regular Polytopes, Hbk (1948), ppbk (1973).
- H.S.M. Coxeter (et al.), Uniform Polyhedra, Phil. Trans. 246 A (1954) pp. 401–450.
- P. Cromwell, Polyhedra, CUP pbk. (1999).
- H.M. Cundy and A.P. Rollett, Mathematical Models, OUP (1961).
- J. Skilling, The Complete Set of Uniform Polyhedra, Phil. Trans. 278 A (1975) pp. 111–135.
- M. Wenninger, Dual Models, CUP hbk (1983) ppbk (2003).
- The Symmetries of Things 2008, John H. Conway, Heidi Burgiel, Chaim Goodman-Strass, ISBN 978-1-56881-220-5 (p289 Vertex figures)